# Marabu (Unternehmen)
Die Marabu Beteiligungs-GmbH, früher auch Marabuwerke, ist ein mittelständisches Unternehmen, das im Bereich Sieb-, Digital- und Tampondruckfarben sowie bei Kreativ- und Hobbyfarben zu den führenden Herstellern gehört. Der Farbenhersteller beschäftigt bei einer Exportquote von 80 Prozent in Deutschland 325 Mitarbeiter, weitere 175 in ausländischen Tochtergesellschaften.

## Geschichte des Unternehmens
Marabu wurde 1859 in Stuttgart durch Albert Martz gegründet. Der anfängliche Künstler- und Architektenbedarfsladen begann 1870 mit der Produktion von Zeichengeräten und Künstlerfarben. Nach dem Tod von Albert Martz Jr., dem Sohn des Firmengründers, im Jahr 1905 wurde das Unternehmen als Kommanditgesellschaft weitergeführt. 1909 wurde der Markenname Marabu eingetragen, 1917 die KG in eine Offene Handelsgesellschaft umgewandelt.
1919 wurde die Produktion mit 76 Mitarbeitern nach Tamm verlegt, da der ursprüngliche Standort nicht mehr genügend Entwicklungsmöglichkeiten bot. Schließlich wurde 1920 eine GmbH mit den Geschäftsführern Eberhard und Eduard Martz gegründet, die bereits 1923 zur Aktiengesellschaft umgewandelt wurde.
1967 erfolgte die Umwandlung der AG in die heutige GmbH. Das erste Tochterunternehmen wurde 1970 in Frankreich gegründet.
Bis Ende 2022 besaßen die Familien Simon und Thorban je 50 % der Firmenanteile in fünfter Generation. Einem geschäftsführenden Gesellschafter nebst zwei Fremdgeschäftsführern obliegt die Leitung des Unternehmens.
Ende 2022 wurde das Unternehmen durch die in Tokio ansässige Teikoku Printing Inks Mfg. Co., Ltd. übernommen.
In den 1950er Jahren produzierte Marabu erstmals Druckfarben. Mit der Einführung der Marapid begann für Marabu die Siebdruck-Ära.
Heute produziert der schwäbische Farbenhersteller Produkte wie Marastar SR, Ultragraph UVAR und Tampatex TPX.

## Produkte
Zeichengeräte
Marabu produzierte eine Zeit lang Zeichenbretter, Zeichenplatten sowie Lineale unter der Produktreihe Marabu Techno. Die Produktion der Zeichengeräte wurde 1996 eingestellt.
Druckfarben

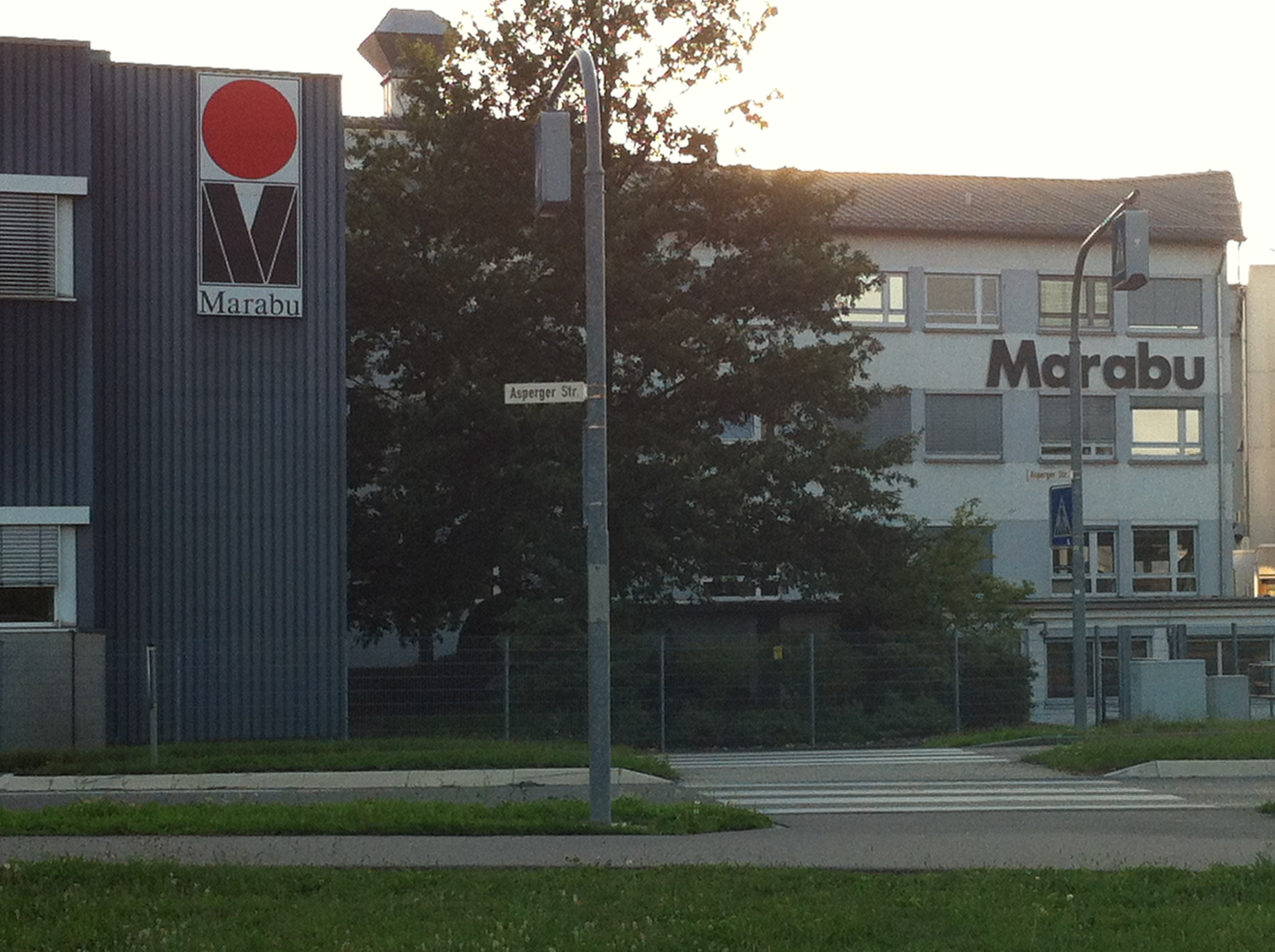
Werk Druckfarben

Marabu stellt Druckfarben, Lacke und Flüssigbeschichtungen für folgende Drucktechnologien her:
- Siebdruck,
- Digitaldruck (Inkjet),
- Tampondruck

Der Hauptsitz ist in Tamm bei Ludwigsburg. Hier werden die Druckfarben für die grafische Industrie, sowie den industriellen und dekorativen Druck entwickelt und produziert.
Marabu hat Tochterunternehmen in Russland, Italien, Frankreich, Großbritannien, Schweden (Skandinavien), Brasilien, China, USA und Singapur.
Kreativfarben
Nur wenige Kilometer davon entfernt, in Bietigheim-Bissingen, stellt das zweite Werk, welches 2004 gegründet wurde, Künstler- und Kreativfarben wie WindowColor, bzw. fun&fancy, Basic Acryl, Textilplus und andere Hobbyfarben, wie zum Beispiel Ölfarben her.
Außerdem gibt es Farben für den Do-it-Yourself-Bereich, sowie Pinsel und Malpainter.

## Produktion und Forschung & Entwicklung
Die Entwicklung der Produkte findet in eigenen Labors statt. Druckfarben werden im Werk Tamm, Kreativfarben im Werk Bietigheim-Bissingen entwickelt.
Produziert wird an beiden Standorten in Deutschland und für den südamerikanischen Markt in einem Werk in Paraguay. In der US-amerikanischen Tochtergesellschaft in Charleston (South Carolina) werden Flüssigbeschichtungen gefertigt.